# Linköping Hockey Club
Linköping Hockey Club, forkortet LHC eller ofte bare Linköping er en svensk ishockeyklub beliggende i Linköping i Östergötlands län. Klubben blev stiftet i 1976 da ishockeydelen i BK Kenty skilte sig fra. Klubben spiller i den bedste svenske række, elitserien. Klubbens hjemmekampe spilles i Cloetta Center, der blev indviet i 2004 og har plads til 8500 tilskuere.
Man har spillet 6 sæsoner i den bedste række og nåede sit hidtil bedste resultat i sæsonen 2005-06, da man efter en 3. plads i grundspillet nåede semifinalen, hvor man blev slået af Frölunda HC med 4-3 i kampe – i øvrigt efter at have været foran med 3-1 i kampe undervejs.

## Danske spillere
- Kim Staal 2007-2008

## 'Fredede' numre
- Nr 10 – Mats Andersson
- Nr 15 – Stefan Jacobsson
- Nr 16 – Michael Helber